# Celsinho da Vila Vintém
Celso Luís Rodrigues (3 de julho de 1961), vulgo Celsinho da Vila Vintém, é um criminoso brasileiro, sendo traficante de drogas e cofundador da facção criminosa Amigos dos Amigos, atuante na favela da Vila Vintém em Padre Miguel, zona oeste do Rio de Janeiro.
Celsinho começou a vida do crime promovendo assaltos a caminhões de carga na Avenida Brasil e distribuindo as mercadorias para os moradores da comunidade da Vila Vintém; essa atitude fez com que seu prestígio aumentasse frente a comunidade.
Em meados da década de 90, o Celso Russo (como também é conhecido na comunidade) assume o domínio do tráfico e conquista o respeito dos principais líderes do Comando Vermelho com o bons resultados de suas bocas de fumo.
Em consequência de suas conquistas no crime, Celsinho é perseguido pela Polícia Militar do Estado do Rio de Janeiro e começa a se espalhar o folclore que envolve suas fugas mirabolantes, são atribuídas histórias de passagens subterrâneas equipadas e de pactos com o demônio.
Com o passar do tempo, a busca da polícia se torna implacável, a ponto de a Rede Globo exibir um programa especial sobre a vida do líder do tráfico na Vila Vintém, logo Celsinho é preso, mas como outros traficantes continua a comandar as ações de dentro da cadeia.

## Amigos dos Amigos
Na prisão Celsinho se une outros criminosos para fundar a facção criminosa Amigos dos Amigos, vendo na criação da facção a oportunidade de ampliar o seu poder por toda a zona oeste do Rio de Janeiro. Anos mais tarde Celsinho consegue fugir da cadeia e voltar a viver o dia a dia da favela, mas por pouco tempo, pois retornaria a ser encarcerado em Bangu 1.
Em 11 de setembro de 2002, em meio a rebelião orquestrada pelo traficante Fernandinho Beira-Mar, do Comando Vermelho, diversos presos das facções rivais foram brutalmente assassinados, incluindo Uê, líder do Terceiro Comando. De maneira até hoje inexplicada Celsinho conseguiu sair vivo da rebelião, sendo algumas hipoteses levantadas a de que Celsinho teria fingido mudar de lado ou feito um acordo financeiro com Fernandinho. Há fontes que citam também um suposto alerta dado por Celsinho a Beira-Mar, sobre um suposto plano para assassiná-lo, plano este que teria motivado o massacre, que seria, segundo esta teoria, uma reação. O fato é que após esta rebelião, houve o racha dentro do Terceiro Comando, então um aliado da ADA. Devido a este racha, todos os traficantes desta facção migraram para o Terceiro Comando Puro ou para a ADA, sendo o TC extinto.
Atualmente, Celsinho está aguardando julgamento de sua progressão de pena em liberdade, é sabido que continua a controlar as ações na Vila Vintém através de seus aliados.

## Saída do cárcere
Em 17 de outubro de 2022, Marcello Rubioli, juiz da Vara de Execuções Penais, libertou Celsinho no único processo que o mantinha preso.
Não tenho lugar para ir, não. Tenho minha casa, minha família, que mora toda na favela. Tudo o que eu tinha eu perdi. Só tenho minha família. Vinte anos, saí como? Não sei o que vou fazer. Estou ofegante, estou com a perna ruim. Procurar algo para fazer para ficar tranquilo. Ficar tranquilo, eu vou. Não vou me envolver com nada, já não me envolvo há muitos anos— Celsinho, ao sair do Complexo de Gericinó.
Após a saída da prisa, dizia ter se tornado empresário no ramo de carne suína e tornou-se patrono informal da escola de samba Unidos de Padre Miguel.

## Retorno a prisão em 2025
No dia 8 de Maio de 2025 Celsinho foi novamente detido na zona oeste da capital fluminense sendo apontando como uma das principais lideranças da facção criminosa Amigos dos Amigos (ADA).